# Бачевський Дмитро Вікторович
Дмитро Вікторович Бачевський (нар. 7 вересня 1978, Рівне) — прозаїк, політтехнолог, тренер з комунікації, особистісного просування та росту, Член НСПУ (2004).

## Біографія
Закінчив Київський славістичний університет (2004). Пише інтелектуальну прозу. Спеціаліст-практик по роботі з масовим свідомим та масовим несвідомим.
Автор популярної у політичних колах книги «Управление инстинктами. Искусство пропаганды». Розробив та впровадив на практиці технології формування громадської думки шляхом впливу на інстинкти, умовні та безумовні рефлекси.
Консультував політичні партії, міністрів, народних депутатів, вищих чиновників, топ-менеджерів великих компаній. Член Національной спілки журналістів України, Національної спілки письменників України.